# Ålem
Ålem ist ein Ortsteil  von Blomstermåla in der schwedischen Provinz Kalmar län und der historischen Provinz Småland. Es liegt in der Gemeinde Mönsterås knapp acht Kilometer südlich des Hauptortes Mönsterås.
Bis 2010 war Ålem eigenständiger Tätort mit zuletzt 803 Einwohnern. Danach wurde es dem etwa doppelt so großen Tätort Blomstermåla zugerechnet, dessen Ortsmitte knapp fünf Kilometer nordwestlich liegt, da das Gebiet entlang der Straße zwischen den Orten mittlerweile faktisch durchgehend bebaut ist.
Östlich am Ort vorbei verläuft die Europastraße 22 auf dem Abschnitt Norrköping–Kalmar. Bei Ålem zweigt von der Europastraße der Riksväg 34 ab, der in Richtung Blomstermåla weiter über Vimmerby und Linköping nach Motala führt.

## Söhne und Töchter des Ortes
- Carl Johan Svensén (1823–1883), Politiker
- Christopher Rappe (1843–1930), Politiker
- Herbert Petersson (1881–1927), Sprachwissenschaftler
- Sven Svensson (1881–1927), Künstler
- Bror Olsson (1894–1973), Bibliothekar, Autor und Herausgeber
- Waldemar Svensson (1897–1984), Politiker
- Eric Hägelmark (* 1925), Politiker
- Benno Magnusson (* 1953), Fußballspieler